# Artificial Intelligence: A Modern Approach
Artificial Intelligence: A Modern Approach (AIMA) là sách giáo khoa đại học về trí tuệ nhân tạo, do Stuart J. Russell và Peter Norvig viết. Nó được xuất bản lần đầu tiên vào năm 1995 và phiên bản thứ ba của cuốn sách được phát hành ngày 11 tháng 12 năm 2009. Nó được sử dụng trong hơn 1400 trường đại học trên toàn thế giới  và được gọi là "sách giáo khoa trí tuệ nhân tạo phổ biến nhất thế giới". Nó được coi là văn bản tiêu chuẩn trong lĩnh vực trí tuệ nhân tạo.
Cuốn sách dành cho đối tượng đại học nhưng cũng có thể được sử dụng cho các nghiên cứu cấp độ sau đại học với đề xuất thêm một số nguồn chính được liệt kê trong thư mục mở rộng.